# Chequeado
Chequeado es un sitio web argentino que se ocupa de la verificación del discurso público, promueve el acceso a la información y la apertura de datos. Es el principal proyecto de La Voz Pública, una fundación no partidaria y sin fines de lucro basada en la Ciudad de Buenos Aires. Fue fundado en 2010 por Roberto Lugo, José Bekinschtein y Julio Aranovich.
Es el primer sitio de América Latina dedicado a la verificación del discurso público y se encuentra entre las primeras 10 organizaciones de fact-checking del mundo.

## Historia
Chequeado está en línea desde octubre de 2010 inspirado  en FactCheck.org y PolitiFact de los Estados Unidos, Channel 4 News Fact Check del Reino Unido y Les Décodeurs del diario francés Le Monde.

## Concepto

### Contenido
El sitio «chequea» datos verificables de políticos, economistas, empresarios, sindicalistas, periodistas, medios de comunicación u otras instituciones formadoras de opinión. Luego trata de encontrar fuentes primarias o secundarias que confirmen estos datos. Se utilizan tanto fuentes oficiales (como informes del INDEC y otros organismos estatales) como elaboradas por organismos no gubernamentales y privados. No emplea fuentes anónimas.
El resultado se clasifica de acuerdo a nueve categorías. Si el dato chequeado es confirmado de manera inobjetable, es clasificado como verdadero o verdadero+ si los datos refuerzan aún lo afirmado. Si se demuestra que es falso, es clasificado como falso. Si el dato es verdadero pero "se ha utilizado para reforzar una determinada intencionalidad", recibe la calificación verdadero, pero..., y si "puede contener costados verdaderos, pero [...] ha sido manipulado para reforzar una afirmación", recibe engañoso. Si el dato "es real, pero se utiliza para reforzar la visión sobre un escenario que no es tal", se califica el resultado como exagerado. Si el dato es resultado de una proyección cuya veracidad puede ser discutida, se califica como apresurado y si no existen las fuentes fiables para confirmarlo se lo califica como insostenible.
Existe otra categoría llamada discutible, que agrupa a datos que no son tan fácilmente verificables y dan lugar a diversas interpretaciones, las cuales son detalladas en los artículos del sitio. 
Además de los chequeos de datos particulares, existen las secciones El explicador que explica diversos conceptos de la actualidad sin calificarlos, Mitos y fraudes, en la cual se recurre a chequeos realizados a mitos y creencias populares en otros medios. ¿Que fue de?, en la cual se investiga sobre temas que fueron noticia en el pasado, ¿Quien lo dijo?, en el cual se presentan citas en un juego de adivinanzas, y Hilando fino, en la cual se hacen comentarios sobre artículos periodísticos y documentos gubernamentales.

### Financiamiento
El sitio apela a la diversificación de fondos para conseguir equilibrio y transparencia. Menciona que «las principales fuentes consideradas son: cooperación internacional, donantes individuales, empresas y fundaciones y actividades propias, como espacios en otros medios y organización de talleres y eventos sobre verificación del discurso público».

### Educación e innovación
El proyecto está en constante expansión, con programas de educación, para ayudar a los ciudadanos a desarrollar un espíritu crítico a través de cursos en línea y talleres presenciales,[cita requerida] y de innovación, a través de la búsqueda de nuevos formatos y el desarrollo de soluciones tecnológicas más eficientes para el proceso de chequeo.

## Recepción e influencia
Según Alexa Internet el sitio ocupó, a principios de 2020, el puesto 1125 en Argentina según su tráfico. El sitio ha sido citado como fuente por varios medios locales importantes, como Infobae, Perfil y La Nación, y también internacionales como The Washington Post, elDiario.es y O Globo.
También se han referido a verificaciones del sitio políticos como Martín Lousteau durante el debate de candidatos a jefe de Gobierno de la Ciudad de Buenos Aires en 2015, Gabriela Michetti en una entrevista radial y Alberto Fernández durante la campaña presidencial de 2019. Siendo entonces precandidato a presidente de la Nación, Fernández, a pesar de no estar de acuerdo con una calificación recibida, ponderó el trabajo que hacía Chequeado, diciendo que «nos ayuda a entender mejor lo que pasa en la realidad argentina».
Ernesto Tenembaum citó el sitio en la revista Veintitrés como uno de los ejemplos de «buen periodismo [...] que reflejan la vitalidad de un oficio que en la Argentina no descansa». Señaló que se trata de «un trabajo inspirado en una buena tradición del periodismo norteamericano», refiriéndose al chequeo de datos, y opinó que «es notable, en estos tiempos de abundante propaganda, lo transgresor que es contar con información confiable».

## Premio
En 2017 la Fundación Konex le otorgó el Premio Konex - Diploma al Mérito como uno de los 5 mejores Emprendimientos Digitales de la década en la Argentina. En 2015, recibió el premio Gabriel García Márquez de Periodismo en la categoría Innovación.